# Laure de Clermont-Tonnerre
Laure de Clermont-Tonnerre (Parijs, 26 juli 1983) is een Frans acteur, regisseur, filmproducent en scenarist. Ze is de dochter van filmmakers Antoine de Clermont-Tonnerre en Martine Chaussin en een afstammeling van het adellijke Huis van Clermont-Tonnerre. Ze begon haar carrière als jeugdacteur en studeerde geschiedenis en komedie. Tussen 1999 en 2014 speelde ze vooral kleine rollen in een tiental voornamelijk Franse langspeelfilms. In 2019 debuteerde ze als regisseur en mede-scenarist met The Mustang (Franse titel: Nevada). In 2022 regisseerde de Clermont-Tonnerre de Netflix-productie Lady Chatterley's Lover.
- Library of Congress Control Number: no2007120306
- Système universitaire de documentation: 185395031
- Virtual International Authority File: 316034531